# Lijst van voetbalinterlands Afghanistan - India
Deze lijst van voetbalinterlands is een overzicht van alle officiële voetbalinterlands tussen de nationale teams van Afghanistan en India. De landen hebben tot nu toe dertien keer tegen elkaar gespeeld. De eerste ontmoeting was op 7 maart 1951 in New Delhi tijdens de Aziatische Spelen 1951. Het laatste duel, een kwalificatiewedstrijd voor het Wereldkampioenschap voetbal 2026, vond plaats op 26 maart 2024 in Guwahati.

## Wedstrijden
| №  | Plaats     | Datum             | Competitie                 | Wedstrijd           | Uitslag |
| -- | ---------- | ----------------- | -------------------------- | ------------------- | ------- |
| 1  | New Delhi  | 7 maart 1951      | Aziatische Spelen 1951     | India − Afghanistan | 3 − 0   |
| 2  | Kabul      | 24 juli 1976      | Vriendschappelijk          | Afghanistan − India | 1 − 1   |
| 3  | Dhaka      | 12 januari 2003   | Zuid-Azië Cup 2003         | Afghanistan − India | 0 − 4   |
| 4  | Haiderabad | 30 juli 2008      | AFC Challenge Cup 2008     | India − Afghanistan | 1 − 0   |
| 5  | New Delhi  | 3 december 2011   | Zuid-Azië Cup 2011         | India − Afghanistan | 1 − 1   |
| 6  | New Delhi  | 11 december 2011  | Zuid-Azië Cup 2011         | India − Afghanistan | 4 − 0   |
| 7  | Kathmandu  | 11 september 2013 | Zuid-Azië Cup 2013         | Afghanistan − India | 2 − 0   |
| 8  | Trivandrum | 3 januari 2016    | Zuid-Azië Cup 2015         | India − Afghanistan | 2 − 1   |
| 9  | Doesjanbe  | 14 november 2019  | WK 2022 kwalificatie       | Afghanistan − India | 1 − 1   |
| 10 | Doha       | 15 juni 2021      | WK 2022 kwalificatie       | India − Afghanistan | 1 − 1   |
| 11 | Calcutta   | 11 juni 2022      | Azië Cup 2023 kwalificatie | Afghanistan − India | 1 − 2   |
| 12 | Abha       | 21 maart 2024     | WK 2026 kwalificatie       | Afghanistan − India | 0 − 0   |
| 13 | Guwahati   | 26 maart 2024     | WK 2026 kwalificatie       | India − Afghanistan | 1 − 2   |

## Samenvatting
| Competitie            | Totaal gespeeld | Winst Afghanistan | Gelijk | Winst India | Doelsaldo Afghanistan – India |
| --------------------- | --------------- | ----------------- | ------ | ----------- | ----------------------------- |
| WK-kwalificatie       | 4               | 1                 | 3      | 0           | 4 − 3                         |
| Azië Cup-kwalificatie | 1               | 0                 | 0      | 1           | 1 − 2                         |
| AFC Challenge Cup     | 1               | 0                 | 0      | 1           | 0 − 1                         |
| Aziatische Spelen     | 1               | 0                 | 0      | 1           | 0 − 3                         |
| Zuid-Azië Cup         | 5               | 1                 | 1      | 3           | 4 − 11                        |
| Vriendschappelijk     | 1               | 0                 | 1      | 0           | 1 − 1                         |
| Totaal                | 13              | 2                 | 5      | 6           | 10 − 21                       |

Wedstrijden bepaald door strafschoppen worden, in lijn met de FIFA, als een gelijkspel gerekend.